# Жіноча збірна Сербії з хокею із шайбою
Жіноча збірна Сербії з хокею із шайбою — національна жіноча збірна команда Сербії, яка представляє свою країну на міжнародних змаганнях з хокею із шайбою. Управління збірною здійснюється Федерацією хокею Сербії.

## Історія
Команда вперше зіграла на чемпіонаті світу з хокею серед жінок 2022 року в дивізіоні III, найнижчому рівні ІІХФ з хокею серед жінок.

## Результати
- 2022 – 2 місце (Дивізіон IIIB)
- 2023 – 1 місце (Дивізіон IIIB)
- 2024 – 4 місце (Дивізіон IIIA)
- 2025 – 3 місце (Дивізіон IIIA)